# Experimentelle
Die Experimentelle ist eine internationale Kunstausstellung. Im Jahr 2024 fand die 22. Experimentelle in vier Ländern an fünf Standorten statt: Schloss Ulmerfeld (Niederösterreich), Schloss Randegg (Landkreis Konstanz),  Bad Schussenried (Landkreis Biberach), Thayngen (Kanton Schaffhausen), Schlettstadt (Elsass). Es erschien ein Katalogbuch in französischer und deutscher Sprache.

## Geschichte

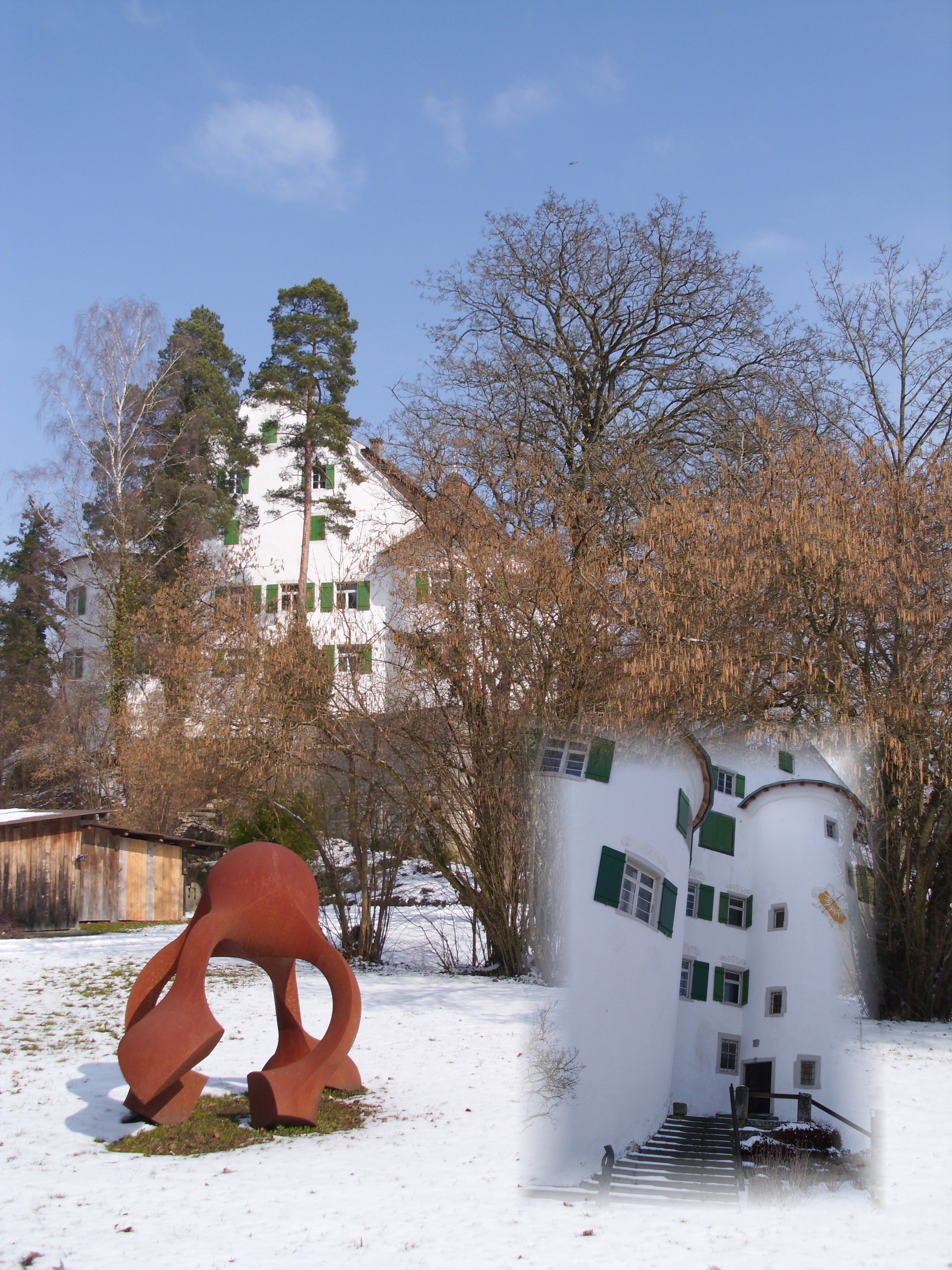
Schloss Randegg in der Gemeinde Gottmadingen

Die Geschichte der „Experimentelle“ geht ins Jahr 1988 zurück, als auf Initiative unter anderen des Galeristen und Kunstsammlers Titus Koch eine erste Ausstellung mit internationalen Künstlern in der Gemeinde Randegg am Bodensee gezeigt wurde. Die breite Zustimmung unter den Künstlern und der große Erfolg beim Publikum ließen schnell die Entscheidung reifen, von nun an jährlich eine „Experimentelle“ stattfinden zu lassen. In den folgenden Jahren wurde die Ausstellung im Schloss Randegg präsentiert. Geschah dies anfangs in acht Räumen und dem Schlosshof des Anwesens, sind es heute elf Räume, die Kapelle und der Schlosspark.
Das Schloss Randegg, seit den 1920er Jahren von der Familie Koch bewohnt, diente Otto Dix nach seinem Berufsverbot als Zufluchtsort. Der Arzt und Kunsthändler Hans Koch, der Großvater von Titus Koch, hatte schon 1918 in Düsseldorf das „Graphische Kabinett von Bergh & Co.“ eröffnet und dort Werke von Künstlern wie Otto Dix, Lyonel Feininger, Emil Nolde oder Erich Heckel ausgestellt.
Seit 1998 findet die „Experimentelle“ im zweijährlichen Rhythmus statt. Diese in der südwestdeutschen Kunstszene etablierte Biennale wurde und wird von bekannten Künstlern geschätzt. So beteiligten sich Dieter Krieg und Felix Droese – beide mit ihren Werken auch auf der Documenta in Kassel und der Biennale in Venedig vertreten – regelmäßig an der „Experimentellen“. Immer wieder sind unter den inzwischen etwa 70 jeweils teilnehmenden Künstlern auch Entdeckungen aus der ganzen Welt wie Abderrazak Sahli aus Tunis, Hideaki Yamanobe aus Japan, Spencer Whittle aus Südafrika, Jacqui Colley aus Neuseeland oder Joseph Shields aus den USA. Seit 1994 nimmt Rainer Braxmaier an der Ausstellung teil.
Seit 2002 sind als weitere Ausstellungsorte für die „Experimentelle“ die Schweizer Gemeinde Thayngen und seit 2006 die Partnergemeinde Randegg in Niederösterreich hinzugekommen. Das Besondere an dieser inzwischen Vier-Länder-Kooperation ist, dass die Ausstellung nicht wandert, sondern an allen Orten parallel stattfindet. Das bedeutet, dass nur derjenige, der die genannten Orte bereist, die Werke aller Künstler sehen kann.
2010 kam als weiterer zeitgleicher Ausstellungsort die Stadtgalerie Markdorf hinzu. Eine im Anschluss stattfindende Gesamtausstellung in der großen Kunsthalle des Marburger Kunstvereins zeigte Werke der im Jahr 2010 beteiligten Künstler und gab zugleich einen Überblick der ganzen Entwicklung der Experimentellen.
Im Jahr 2012 wurde die „Experimentelle“ – zusätzlich zu den vier oben genannten Ausstellungsorten – auch im Neuen Museum im Kloster Schussenried, einem Zweigmuseum des Landesmuseums Württemberg, gezeigt. Schirmherr war damals Regierungspräsident Julian Würtenberger. 2014 kam erstmals – als sechster Ausstellungsort – eine französische Kulturinstitution in Erstein hinzu. Schirmherr 2014 und 2016 war Peter Friedrich, Minister des Landes Baden-Württemberg für Europaangelegenheiten.
Die „Experimentelle“ ist die einzige in vier europäischen Staaten durchgeführte Ausstellungsreihe. Sie gewinnt zunehmend an Bedeutung: Zur Eröffnung der Ausstellung 2016 in Österreich sprach Josef Ostermayer, Bundesminister für Kunst und Kultur, Verfassung und Medien. Zur Eröffnung in Strasbourg sprach Minister a. D. Philippe Richert, Präsident des Conseil Regionalrat Elsass Champagne-Ardenne Lothringen.
Im Jahr 2018 fand die 20. Experimentelle in vier Ländern an sechs Standorten statt: Schloss Ulmerfeld (Niederösterreich), Schloss Randegg (Landkreis Konstanz), Ruhestetten (Landkreis Sigmaringen), Bad Schussenried (Landkreis Biberach), Thayngen (Kanton Schaffhausen) und Straßburg (Elsass).
Im Jahr 2020 fiel coronabedingt die Ausstellungsreihe aus.
Die Experimentelle 21 im Jahr 2022 fand im Kloster Schussenried, Schloss Ulmerfeld (A), Sélestat (F), Schloss Randegg und im Kulturzentrum Sternen (CH) statt, die Experimentelle 22 im Jahr 2024 an den gleichen Orten.